# Litonotaster africanus
Litonotaster africanus är en sjöstjärneart som beskrevs av Halpern 1969. Litonotaster africanus ingår i släktet Litonotaster och familjen ledsjöstjärnor. Inga underarter finns listade i Catalogue of Life.